# ويلهلم ويبر (منافس ألعاب قوى)
ويلهلم ويبر (بالألمانية: Wilhelm Weber)‏ (و. 1880 – 1963 م) هو منافس ألعاب قوى، ولاعب جمباز، ولاعب جمباز فني ألماني، شارك في الألعاب الأولمبية الصيفية 1904، وGymnastics at the 1904 Summer Olympics – Men's artistic individual all-around ‏، وجمباز في الألعاب الأولمبية الصيفية 1904 – السباق الثلاثي للرجال ‏، توفي عن عمر يناهز 83 عاماً.

## روابط خارجية
- ويلهلم ويبر على موقع أوليمبيديا (الإنجليزية)